# Stephanie Moser
Pour les articles homonymes, voir Moser.
Stephanie Moser est professeur d'archéologie et cheffe de département à l'Université de Southampton, en Angleterre. Les recherches de Moser examinent les images visuelles de l'Antiquité à travers le prisme de l'anthropologie moderne.

## Formation
Stephanie Moser obtient son diplôme (BA) en 1989 à l'université La Trobe de Melbourne. Elle reçoit un doctorat en archéologie de l'université de Sydney en 1995, avec une thèse intitulée Archaeology and its disciplinary culture: The Professionalisation of Australian Archaeology.

## Carrière
Depuis 1995, Stephanie Moser est professeure d'archéologie à l'université de Southampton, en Angleterre. Elle est élue fellow de la Society of Antiquaries of London en 2004. Elle est membre du conseil de la Society of Antiquaries de 2013 à 2016 et siège au conseil d'administration d'Antiquary Trust depuis 2014.

## Recherches
Pour sa thèse, Archaeology and its Disciplinary Culture: The Professionalization of Australia's Prehistoric Archaeology, Moser décrit comment les archéologues professionnels ont utilisé leurs nouvelles méthodes et leur nouvelle culture pour exclure les amateurs de leur métier. Les archéologues, selon la thèse de Moser, ont besoin d'aller « sur le terrain » pour devenir de « vrais » archéologues.
L'établissement de la représentation archéologique en tant que domaine de recherche au sein de l'anthropologie est la première grande entreprise de recherche de Moser. Pour "Le langage visuel de l'archéologie : une étude de cas sur les Néandertaliens", elle étudie comment la représentation d'un artiste d'Homo neanderthalensis forge à elle seule notre impression moderne de l'espèce.
A la fin des années 1990, Stephanie Moser enquête sur la représentation de l'Égypte ancienne dans l'Angleterre du XIXe siècle. En 2002, elle publie un article sur la manière de collaborer avec les populations autochtones dans la présentation de leur patrimoine culturel. Dans l'article collectif « Transforming Archaeology Through Practice: Strategies for Collaborative Archaeology and the Community at Quseir, Egypt », Moser et ses collègues décrivent les méthodes inclusives que les archéologues devraient adopter lorsqu'ils enquêtent selon plusieurs axes : communication, collaboration, emploi, formation, présentation publique, entretiens et histoire orale notamment,. La base du document découle de la formation de Stephanie Moser en Australie, qui impliquait de travailler avec les peuples autochtones.
Les autres recherches de Moser portent sur la façon dont les mécanismes des expositions muséales contribuent à la connaissance. Elle aborde l'interaction entre l'analyse d'exposition, la collection d'art et la représentation archéologique.
En 2019, Moser enquête sur les racines de l'illustration archéologique à la Society of Antiquaries of London et sur la manière dont elle est utilisée pour faciliter leurs projets de recherche. Moser fait également des recherches sur l'égyptologue et artiste Joseph Bonomi et sur la manière dont il a contribué à la compréhension de l'Égypte ancienne.

## Publications
- Ancestral images : the iconography of human origins, Cornell University Press, 1998, 200 p. (ISBN 0801435498)[11],[12].
- Wondrous Curiosities : Ancient Egypt at the British Museum, University of Chicago Press, 2006, 368 p. (ISBN 0226542092)[13],[14].
- « On Disciplinary Culture: Archaeology as Fieldwork and Its Gendered Associations », Journal of Archaeological Method and Theory, vol. 14, no 3,‎ septembre 2007, p. 235-263 (lire en ligne, consulté le 27 février 2023).
- Designing antiquity : Owen Jones, ancient Egypt and the Crystal Palace, Yale University Press, 2012, 320 p. (ISBN 0300187076)[15].
- « Making Expert Knowledge through the Image: Connections between Antiquarian and Early Modern Scientific Illustration », Isis, vol. 105, no 1,‎ mars 2014, p. 58-99 (lire en ligne, consulté le 27 février 2023).
- « Reconstructing Ancient Worlds: Reception Studies, Archaeological Representation and the Interpretation of Ancient Egypt », Journal of Archaeological Method and Theory, vol. 22, no 4,‎ décembre 2015, p. 1263-1308 (lire en ligne, consulté le 26 février 2023).
- Painting antiquity : Ancient Egypt in the art of Lawrence Alma-Tadema, Edward Poynter and Edwin Long, Oxford University Press, 2020, 596 p. (ISBN 0190697024).